# Mojca Dimec
Mojca Dimec, slovenska umetnica, performerka, učiteljica,  * 15. februar 1964

## Življenje in delo
Mojca Dimec je učiteljica in umetnica, ki deluje na različnih področjih gledališkega ustvarjanja ko so: impro(vizacijsko), eksperimentalno in alternativno gledališče. Pomemben je njen prispevek s področja kulturno-umetnostne vzgoje.
Bila je članica Gledališča Ane Monro, ustanoviteljica in vodja Združenega ŠILA gledališča in pobudnica ustanovitve ŠILE - Šolske impro lige, sodelovala pa je tudi pri različnih projektih s področja sodobnega plesa, filma in videa.
Po odhodu iz Gledališča Ane Monro se je začela ukvarjati s poučevanjem, sprva se je zaposlila kot učiteljica slovenščine na eni od ljubljanskih gimnazij, trenutno pa je zaposlena na Srednji vzgojiteljski šoli in gimnaziji Ljubljana – umetniški gimnaziji, smer sodobni ples in dramsko-gledališka smer, kjer uči več predmetov in vodi številne delavnice. Med drugim je tudi soavtorica zasnove gimnazijske dramsko-gledališke smeri, avtorica srednješolskega učnega načrta za impro delavnico in soavtorica priročnika Impro discipline z ogrevalnimi: delovni snopič.
Živi in dela v Ljubljani.

## Seznam predstav, projektov in sodelovanj
- Gledališče Ane Monro (članica od leta 1990)[3][1]
- Impro liga (sodelovanje od leta 1993)[6]
- Jantar - Jupiter (samostojni gledališki performans, Mesto žensk 1995)[7]
- ŠILA - Šolska impro liga (pobudnica in mentorica od leta 1997)[4]
- ZŠG - Združeno ŠILA gledališče (ustanoviteljica, vodja in mentorica, 1999-2005)[2]
- Metrix, gledališka miniarturka, eksistenčna komedija (igra in idejna zasnova, 2001)[8]
- Me 4x, gledališka miniarturka, eksistenčna komedija (igra in idejna zasnova, 2004)[9]
- Me 5x5, gledališka miniarturka, eksistenčna komedija (igra in idejna zasnova, 2005)[9]
- KA - Kulturni anticiklon (mentorica in soavtorica publikacije o projektu, 2010)
- Danes zadnjikrat (vloga v predstavi sodobnega plesa koreografinje Sinje Ožbolt, 2012)[5]
- Who the f … is Ana Monro? (scenarij za film Eme Kugler, 2014)[5]